# اورنج اتریش
شرکت اورنج اتریش یک اپراتور شبکه تلفن همراه اتریشی بود. این شرکت در ۲۶ اکتبر ۱۹۹۸ به عنوان مالک سومین مجوز GSM کشور و اولین ارائه دهنده فعالیت در باند GSM 1800 فعالیت خود را آغاز کرد. از سال ۲۰۰۴، Orange (که قبلاً با عنوان ONE شناخته می‌شد) با موفقیت درخواست UMTS -License را داد و از سال ۲۰۰۵ نیز خدمات UMTS را ارائه می‌دهد. نماد ONE یک دایره آبی بود. در ۲۲ سپتامبر ۲۰۰۸ به عنوان نارنجی برگردانده شد.

## مالکیت
شرکت اتریش قبلاً متعلق به:
- فرانسه Télécom: 35%
- همکاران اروپای میانه: 65%[۲]

## پیشنهادهای تخفیف
از سال ۲۰۰۵، شرکت اتریش دو شرکت تخفیف جانبی تابعه، یس و اتی را خرید

## سایر ارائه دهندگان تلفن همراه اتریشی
- A1 / BoB
- ۳
- Magenta Telekom / Telering